# Carrizo
Carrizo è un comune spagnolo di 2 747 abitanti situato nella comunità autonoma di Castiglia e León.